# 托氏半線脂鯉
托氏半線脂鯉，為輻鰭魚綱脂鯉目脂鯉亞目脂鯉科的其中一個種，為熱帶淡水魚，分布於南美洲巴西托坎廷斯河上游流域，體長可達3.7公分，棲息水淺、植被生長的溪流，屬雜食性，以昆蟲、植物等為食，生活習性不明。

## 扩展阅读
- 維基物種上的相關：托氏半線脂鯉